# Orchestre national d'Athènes

L'Orchestre national d'Athènes (en grec moderne : Κρατική Ορχήστρα Αθηνών, sigle grec ΚΟΑ), a été fondé en 1893 et est l'orchestre le plus important et le plus ancien de Grèce.
L'orchestre a notamment eu pour chefs Yorgos Nazos, Armand Marsick, Dimitri Mitropoulos. Depuis 1987, le chef permanent est Byron Fidetzis, par ailleurs violoncelliste.